# 大相撲平成21年5月場所
大相撲平成21年5月場所（おおずもうへいせい21ねん5がつばしょ）は、2009年5月10日から5月24日まで東京・両国国技館で開催された大相撲本場所。
幕内最高優勝は大関・日馬富士公平（14勝1敗・初）。

## 番付・星取表
| 東       | 成績    | 結果     | 番付   | 西       | 成績       | 結果 |
| -------- | ------- | -------- | ------ | -------- | ---------- | ---- |
| 白鵬     | 14勝1敗 | 優勝同点 | 横綱   | 朝青龍   | 12勝3敗    |      |
| 琴欧洲   | 9勝6敗  |          | 大関   | 日馬富士 | 14勝1敗    | 優勝 |
| 魁皇     | 8勝7敗  |          | 大関   | 琴光喜   | 8勝7敗     |      |
| 千代大海 | 8勝7敗  |          | 大関   |          |            |      |
| 把瑠都   | 4勝11敗 |          | 関脇   | 豪栄道   | 6勝9敗     |      |
| 鶴竜     | 9勝6敗  | 技能賞   | 小結   | 栃煌山   | 6勝9敗     |      |
| 豊真将   | 1勝14敗 |          | 前頭1  | 安美錦   | 5勝10敗    |      |
| 豪風     | 4勝11敗 |          | 前頭2  | 旭天鵬   | 8勝7敗     |      |
| 玉乃島   | 5勝10敗 |          | 前頭3  | 豊ノ島   | 5勝10敗    |      |
| 稀勢の里 | 13勝2敗 | 敢闘賞   | 前頭4  | 阿覧     | 8勝7敗     |      |
| 栃乃洋   | 5勝10敗 |          | 前頭5  | 嘉風     | 4勝11敗    |      |
| 琴奨菊   | 10勝5敗 |          | 前頭6  | 千代白鵬 | 2勝3敗10休 |      |
| 朝赤龍   | 5勝10敗 |          | 前頭7  | 若の里   | 全休       |      |
| 岩木山   | 9勝6敗  |          | 前頭8  | 玉鷲     | 6勝9敗     |      |
| 時天空   | 7勝8敗  |          | 前頭9  | 山本山   | 7勝8敗     |      |
| 普天王   | 6勝9敗  |          | 前頭10 | 霜鳳     | 6勝9敗     |      |
| 雅山     | 9勝6敗  |          | 前頭11 | 豊響     | 11勝4敗    |      |
| 高見盛   | 9勝6敗  |          | 前頭12 | 出島     | 7勝8敗     |      |
| 北勝力   | 4勝11敗 |          | 前頭13 | 栃ノ心   | 9勝6敗     |      |
| 黒海     | 8勝7敗  |          | 前頭14 | 垣添     | 8勝7敗     |      |
| 翔天狼   | 8勝7敗  |          | 前頭15 | 武州山   | 9勝6敗     |      |
| 木村山   | 5勝10敗 |          | 前頭16 |          |            |      |

## 優勝争い
前場所を全勝で終え連勝を20としていた横綱白鵬はこの場所に入っても崩れることなく白星を並べた。それについて行ったのが大関3場所目の日馬富士で、白鵬と並ぶ形で全勝をキープ。序盤から完全にこの2人が引っ張る形となって場所は進行した。中日の時点で優勝争いには全勝の2人に加えて、1敗を守る横綱朝青龍、大関魁皇、平幕の稀勢の里らが顔を揃えた。
9日目に日馬富士と魁皇の対戦があり、これを日馬富士が制して魁皇は2敗に後退。魁皇はこれ以後の上位戦で大崩れを見せ脱落となる。11日目には稀勢の里も日馬富士の前に屈し2敗。稀勢の里はこの後13日目に魁皇を下すなど好調を維持し2敗を守った。優勝争いのライバルを退けていった日馬富士であったが、13日目に白鵬と日馬富士の全勝同士の大一番があり、日馬富士は出し投げを何度と打つも横綱には通じず、裾払いの奇襲に出た白鵬が実力を見せつけて日馬富士は遂に1敗。朝青龍と並ぶ形となった。
日馬富士を制して全勝を守った白鵬の連勝はこの時点で33に及んだ。しかし、翌14日目の結び前琴欧洲戦、変化から左上手を掴まれるとそのまま上手投げで盛大に転がされてしまい、初場所からの連勝がストップした。そしてこの日の結び、白鵬と並んだ1敗の朝青龍と日馬富士が直接対決。日馬富士は上手を取られる苦しい展開となったが、吊られそうになったところを外掛けを飛ばして見事にひっくり返し、1敗を死守。一方、背中から強烈に土俵に叩きつけられた朝青龍は腰を故障してしまい、優勝争いから一歩後退。二重の意味で痛い黒星となってしまった。これで1敗が白鵬と日馬富士、2敗が朝青龍と稀勢の里となり、いよいよ優勝の行方は千秋楽に懸かることとなった。
最大4人での優勝決定戦となる可能性がある千秋楽。先ずは稀勢の里が鶴竜を下して2敗を守る。結び前には日馬富士が華麗な首投げで琴欧洲を下し、この時点で2敗の朝青龍と稀勢の里の優勝の可能性は消滅。残すは結びの一番、朝青龍は前日に腰を痛めたのが響いて力無く白鵬に寄り切られ、これで白鵬と日馬富士が14勝1敗で並び優勝決定戦。前々場所以来68度目の決定戦。
決定戦、日馬富士は廻しを取らせないまま下手投げで白鵬に手を着かせて勝負あり。日馬富士が前年11月の決定戦の雪辱を果たす形で初の幕内最高優勝に輝いた。白鵬は前々場所と同じく決定戦での敗北でまたしても優勝を逸した。
13勝2敗で場所を終えた稀勢の里には決定戦出場のチャンスこそ訪れることはなかったものの、好成績が評価され敢闘賞が贈られた。

## 各段優勝・三賞
- 幕内最高優勝　日馬富士　14勝1敗（初）
  - 殊勲賞：該当者なし
  - 敢闘賞：稀勢の里（3回目）
  - 技能賞：鶴竜（3回目）
- 十両優勝　玉飛鳥　12勝3敗
- 幕下優勝　徳瀬川　7戦全勝
- 三段目優勝　青狼　7戦全勝
- 序二段優勝　天緑　7戦全勝
- 序ノ口優勝　中野海　7戦全勝

## トピック
- 大関・日馬富士が横綱・白鵬との優勝決定戦の末に初優勝を決め、来場所に横綱を目指すこととなった。
- 千秋楽、優勝決定戦の末に序二段優勝を決めた天緑は、NHKの大相撲中継でのインタビューにおいて力士としては珍しい非常に饒舌な受け答えを行い、解説を務めていた北の富士勝昭からは「漫談かなんかですか」と評された。決定戦とインタビューの模様